# Будешти (Калараш)
Будешти (рум. Budeşti) насеље је у Румунији у округу Калараш у општини Будешти. Oпштина се налази на надморској висини од 32 m.

## Становништво
Према подацима из 2002. године у насељу је живело 4430 становника.

### Попис2002.
| Расподела становништва по националности 2002.‍ | Расподела становништва по националности 2002.‍ | Расподела становништва по националности 2002.‍ | Расподела становништва по националности 2002.‍ | Расподела становништва по националности 2002.‍ |
| --------------------------------------------- | --------------------------------------------- | --------------------------------------------- | --------------------------------------------- | --------------------------------------------- |
|                                               |                                               |                                               |                                               |                                               |
| Румуни                                        | Румуни                                        |                                               | 2.851                                         | 64,4%                                         |
| Роми                                          | Роми                                          |                                               | 1.576                                         | 35,6%                                         |